# Береза Іван-Віталій Володимирович

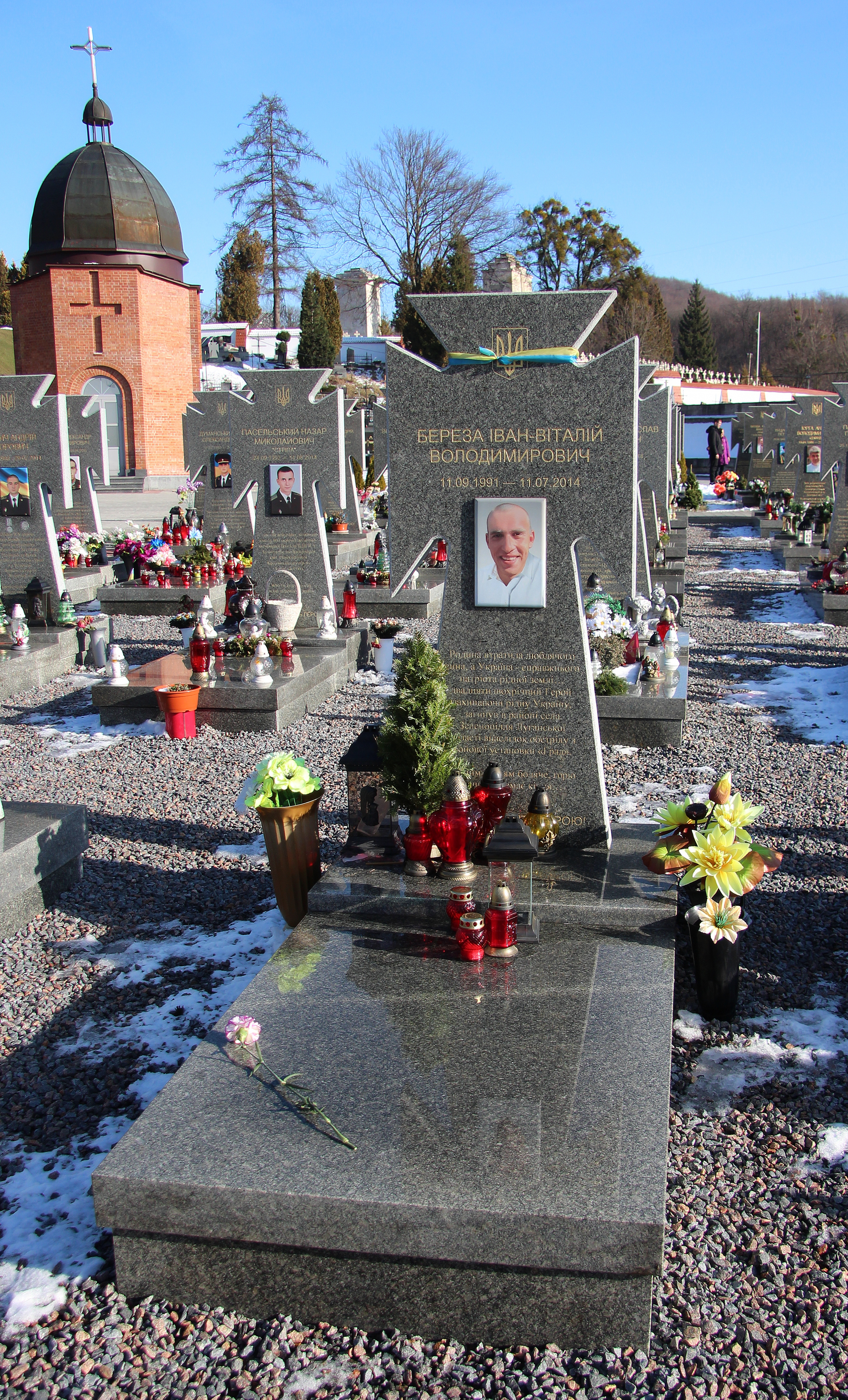

Іва́н-Віта́лій Володи́мирович Бере́за (нар. 11 вересня 1991, Львів — пом. 11 липня 2014; Зеленопілля, Свердловський район, Луганська область) — український військовик, солдат, номер обслуги зенітно-артилерійського взводу 2-го механізованого батальйону 24-ї Залізної імені князя Данила Галицького окремої механізованої бригади (Яворів) Сухопутних військ Збройних Сил України. Кавалер ордена «За мужність» ІІІ ступня (14.03.2015; посмертно).

## Життєпис
Народився Іван-Віталій Береза 11 вересня 1991 року в місті Львів. У 2009 році закінчив загальноосвітню школу № 97 міста Львів. Навчався з 1 жовтня 2009 року по 31 січня 2011 року в Ставропігійському вищому професійному училищі міста Львів за професією «Оператор комп'ютерного набору, оператор комп'ютерної верстки».
Проходив строкову військову службу в лавах Збройних сил України.
Навесні 2014 року Іван-Віталій Береза мобілізований до лав Збройних сил України. Служив у 24-й Залізній імені князя Данила Галицького окремій механізованій бригаді Сухопутних військ Збройних сил України (військова частина А0998; місто Яворів Львівської області).
З літа 2014 року брав участь у антитерористичній операції на сході України.
Іван-Віталій Береза похований 18 липня 2014 року на полі Почесних поховань № 76 Личаківського цвинтаря міста Львів.
Залишилась мати Ярослава Ярославівна (1971 р.н) та сестри Христина (1989 р.н.) та Софійка (2004 р.н.).

## Обставини загибелі
11 липня 2014 року в районі села Зеленопілля Луганської області приблизно о 4:30 ранку російсько-терористичні угрупування обстріляли з РСЗВ «Град» блокпост українських військ, внаслідок обстрілу загинуло 19 військовослужбовців, серед них і Іван-Віталій Береза.

## Нагороди
За особисту мужність і героїзм, виявлені у захисті державного суверенітету та територіальної цілісності України, вірність військовій присязі під час російсько-української війни, нагороджений орденом «За мужність» III ступеня (14.03.2015; посмертно).